# Friedrichshafen
Friedrichshafen (do roku 1811 Buchhorn) je univerzitní město a zároveň velké okresní město v jižním Německu nedaleko hranic se Švýcarskem a Rakouskem u Bodamského jezera. Je zároveň i hlavním městem okresu Bodamské jezero v jednom ze spolkových německých států Bádensko-Württembersko. Rozloha města je 70 km² a počet obyvatel 59 000 s hustotou zalidnění 848 na 1 km².

## Historie
Friedrichshafen se původně nazýval Buchhorn. V roce 1274 se poprvé připomíná jako město a o rok později jako říšské město. Říšským městem zůstal do roku 1802. Po krátké příslušnosti k Bavorsku byl Buchhorn od roku 1810 již na trvalo součástí Württemberska. Po prvním württemberském králi Fridrichovi I. se město od roku 1811 jmenuje Friedrichshafen. V tomto německém městě založil v 19. století Ferdinand von Zeppelin svou továrnu vzducholodí. Během druhé světové války se stalo důležitým průmyslovým centrem Německa. Sídlily nebo sídlí zde např. firmy Dornier, ZF Friedrichshafen nebo MTU Friedrichshafen či pobočky firem Maybach a Liebherr. Dvě třetiny města byly ve válce zničeny a po válce město patřilo do francouzské okupační zóny.
Tři kilometry od města se nachází letiště Friedrichshafen. V roce 2003 zde založili univerzitu, která je pojmenována po Zeppelinovi a je jediná soukromá vysoká škola v Bádensku-Württembersku.

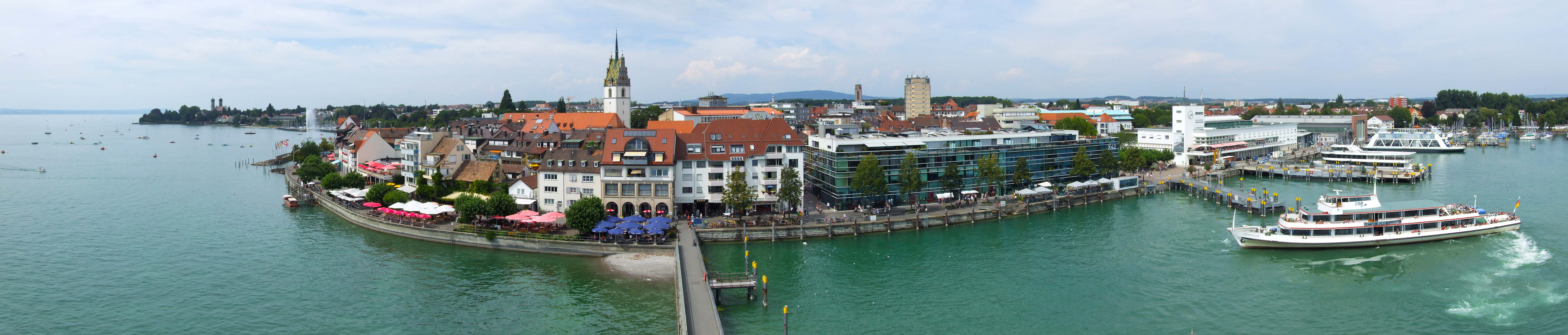
Centrum města

## Partnerská města
- Delitzsch, Německo
- Peoria, Illinois, USA
- Polock, Bělorusko
- Saint-Dié-des-Vosges, Francie
- Sarajevo, Bosna a Hercegovina

## Rodáci
Významnými rodáky jsou například podnikatel Heinrich Lanz (1838–1905) nebo malíř Karl Caspar (1879–1956).